# Radio Charivari Würzburg
Radio Charivari Würzburg (auch Meincharivari) ist ein privater Hörfunksender aus Würzburg. Der Sender ist seit dem 8. Mai 1987 auf Sendung. Die Gesellschafter sind die Neue Welle Bayern Rundfunk-Verwaltungsgesellschaft mbH & Co. KG (98 %) und der Bund der Steuerzahler (2 %).

## Geschichte
Das Studio von Charivari befand sich ab 1987 in der Augustinerstraße und zog 1993 in die Semmelstraße um. Im ersten Jahr seines Betriebs nannte sich der Sender noch Mainradio und teilte sich seine UKW-Frequenz mit Radio W1 und Radio Gong Mainland (später 106,9 Radio Gong). 1988 erhielt Radio Charivari eine eigene Frequenz und strahlt seitdem ein 24-stündiges Musikprogramm aus. Moderatoren der ersten Stunde waren unter anderem Christine Kleinz, Dagmar Klieme, Eberhard Fruck, Tilman Hampl.
In den Anfangsjahren sendete Charivari ein AC-Format. 1989 wurde auf volkstümlicher Musik und Oldies umgestellt. In den späten 1990er Jahren wurde das Format schrittweise verjüngt: zunächst wurden Schlager und Oldies gespielt, ab 2003 spielte Charivari hauptsächlich englischsprachige Klassiker aus der internationalen Rock- und Popgeschichte und ab 2007 wurde mehrmals zwischen verschiedenen AC-Formaten für breitere Zielgruppen mittlerer Altersstufen gewechselt. 
Bekannter Moderator der Morgensendung war Christian Stürmann (inzwischen verstorben). In den 1980er Jahren war er Moderator bei Radio Brenner, später auch bei 106,9 Radio Gong, Radio Ton, RTL Radio Luxemburg und Welle Fidelitas. Ab Oktober 2010 wird die Sendung von Daniel Pesch und wechselnden Komoderatoren gestaltet.

## Programm
Charivari sendet seit dem letzten Relaunch 2017 aktuelle und vergangene Hits für breite Hörergruppen.
Welt- und Lokalnachrichten für die Region Mainfranken werden zwischen 5:00 Uhr und 19:00 Uhr immer zur vollen und zur halben Stunde gesendet.

## Empfang
Radio Charivari kann man in Würzburg auf der UKW-Frequenz 102,4 MHz empfangen. Der Sender ist auch in Großteilen Unterfrankens zu hören: In Kitzingen auf 88,5 MHz, in Gemünden am Main/Lohr am Main auf 90,4 MHz, in Karlstadt auf 88,6 MHz, in Marktheidenfeld auf 99,0 und in Ochsenfurt auf 92,6 MHz, sowie auf verschiedenen Kabelfrequenzen im Einzugsgebiet.
Digital sendet Radio Charivari seit Juli 2017 über DAB+. Im Internet ist ein Livestream verfügbar.
Außerdem wird jeden Sonntag bis Donnerstag von 21.00 bis 22.00 Uhr in einem Sendefenster das Kulturprogramm Radio Opera gesendet. Das Studio befindet sich in Schwanfeld (in der Nähe von Würzburg).